# خضر اليتيم
خضر اليتيم (ولد في 20 أكتوبر 1968) هو قس لوثري ومنظم مجتمع فلسطيني أمريكي، يشغل منصب المدير التنفيذي للخدمة والعدالة في الكنيسة الإنجيلية اللوثرية في أمريكا (ELCA). برز أيضًا كمرشح ديمقراطي لمجلس مدينة نيويورك عام 2017.

## نشأته وتعليمه
وُلِد اليتيم في مدينة بيت جالا بمحافظة بيت لحم، في الضفة الغربية عام 1968. هاجر إلى الولايات المتحدة عام 1992. حصل على درجة البكالوريوس في اللاهوت من كلية بيت لحم للكتاب المقدس عام 1989، ودرجة البكالوريوس في اللاهوت والأديان العالمية من المعهد اللاهوتي الإنجيلي في القاهرة عام 1991، ودرجة الماجستير في اللاهوت من المعهد اللاهوتي اللوثري في فيلادلفيا عام 1996.

## حياته المهنية
في عام 1995، أسس اليتيم كنيسة سلام العربية اللوثرية في حي باي ريدج في بروكلين ، مدينة نيويورك، والتي ضمت مهاجرين مسيحيين عربًا من طوائف وجنسيات متعددة، والذين فر الكثير منهم من الاضطرابات في الشرق الأوسط، مثل الأقباط الأرثوذكس، والروم الملكيين الكاثوليك، والأرثوذكس اليونانيين، والكاثوليك الكلدان، والموارنة، والكاثوليك الرومان، والمشيخيين من أصل مصر والعراق ولبنان وفلسطين وسوريا.
نال إشادة من رجال الدين مثل الأسقف جريجوري جون منصور بعمل اليتيم في الجماعة، ووصفه بأنه "باني جسور عظيم"، وظهر في وسائل الإعلام المحلية.
في عام 2000، شارك في تأسيس قوة مهام وحدة باي ريدج، وهي مبادرة متعددة الأديان لمكافحة التعصب، ضمت قادة مسيحيية ومسلمين ويهود. نال عن هذا العمل جائزة مدنية من مجلس مجتمع باي ريدج في عام 2012.
عمل أيضًا في مجلس إدارة الجمعية العربية الأمريكية في نيويورك، ومجلس المجتمع المحلي رقم 10، كما كان ناشطًا في جهود تسجيل الناخبين العرب في المنطقة. بين 2010 و 2017، عمل في علاقات المرضى في المركز الطبي ميمونيدس قبل أن يترشح للانتخابات المحلية.
في أغسطس 2017، لعب اليتيم دورًا رئيسيًا في إقناع أبرشية لونغ آيلاند الأسقفية بإزالة لوحة تذكارية للجنرال الكونفدرالي روبرت إي لي من مقبرة في فورت هاملتون، والتي وضعتها هناك بنات الكونفدرالية المتحدة ، في أعقاب العنف المحيط بمسيرة توحيد اليمين للاحتجاج على إزالة نصب تذكاري مماثل في شارلوتسفيل بولاية فيرجينيا.
في مايو 2018، انتقل إلى ولاية فلوريدا، للعمل في منصب مساعد الأسقف ومدير البعثة الإنجيلية مع مجمع فلوريدا-جزر الباهاما التابع للكنيسة اللوثرية الإنجيلية الأمريكية حتى عام 2024 عندما تم تعيينه مديرًا تنفيذيًا للخدمة والعدالة في الكنيسة اللوثرية الإنجيلية الأمريكية. بالإضافة إلى هذه الأدوار، يشغل اليتيم منصب رئيس جمعية اللوثريين من التراث العربي والشرق الأوسط في أمريكا، بالإضافة إلى خدمته في العديد من مجالس ولجان التابعة ELCA.

## الحملة الانتخابية
ترشح اليتيم في الانتخابات التمهيدية للحزب الديمقراطي لمجلس مدينة نيويورك عام 2017، عن المنطقة 43، والتي تغطي باي ريدج ودايكر هايتس، وبينسونهورست، وباث بيتش. حصلت حملته بتأييد منظمات مثل صندوق عمل المهاجرين في ولاية نيويورك، والديمقراطيين الجدد، والاشتراكيين الديمقراطيين في أمريكا ، وهو عضو فيها. احتل اليتيم المركز الثاني في الانتخابات التمهيدية بنسبة 31% من الأصوات مقابل 39% لجاستن برينان في سباق خماسي.